# ماری جاهودا
ماری جاهودا (انگلیسی: Marie Jahoda؛ ۲۶ ژانویهٔ ۱۹۰۷ – ۲۸ آوریل ۲۰۰۱) در ساسکس اتریش یک روان‌شناس اجتماعی، استاد دانشگاه و جامعه‌شناس اتریشی- بریتانیایی بود.

## زندگی‌نامه
ماری جاهودا در وین در خانواده ای از بازرگانان یهودی متولد شد و مانند بسیاری دیگر از روانشناسان زمان خود در اتریش بزرگ شد. در زمانی که فشار سیاسی علیه سوسیالیست‌ها گسترده شد از این رو انگلبرت دلفوس ادعای قدرت را داشت. او از دوران نوجوانی به حزب سوسیال‌دموکرات اتریش در وین قرمز پیوست. این یک تأثیر بزرگ بر زندگی او بود. امروزه او (در میان بسیاری از افراد دیگر) به عنوان «گرایش بزرگ سوسیالیسم اروپایی» شناخته می‌شود. در سال ۱۹۲۸ مدرک آموزگاری اش را از آکادمی آموزشی وین بدست آورد و در سال ۱۹۳۳ مدرک دکترای خود در روان‌شناسی را از دانشگاه وین دریافت کرد. . ماری جاهودا مرکز تحقیقات انسانی را تأسیس کرد و در سال ۱۹۶۵ به عضویت انجمن روانشناسی اجتماعی درآمد. او بعدها در دانشگاه ساسکس مشاور شد و سپس به عنوان پروفسور (واحد تحقیقات سیاست علمی) فعالیت کرد. او در سال ۱۹۶۸ عضو شورای تحقیقات علوم اجتماعی (انگلستان) بود. در سال ۱۹۵۸ او نظریه سلامت روانی را توسعه داد.
او در سال ۱۹۹۲ بعنوان یک عضو افتخاری خارجی فرهنگستان هنر و علوم آمریکا انتخاب شد.
ماری جاهودا در ۲۸ آوریل ۲۰۰۱ در انگلستان در سن ۹۴ سالگی درگذشت.